# JR東日本商事
株式会社JR東日本商事（ジェイアールひがしにほんしょうじ、英: EAST JAPAN RAILWAY TRADING CO., LTD.）は、東京都渋谷区代々木に本社を置くJR東日本グループの商社である。

## 概要
1988年9月に東日本旅客鉄道(JR東日本)の子会社として設立された。JR東日本グループの基幹商社として、鉄道資材の調達、システム機器や特殊車両などのリース・レンタル、酒類や食品の販売など幅広い事業を行っている。
主要出資会社として同じJR東日本グループである、JR東日本ライフサービスとJR東日本ネットステーションがある。

## 事業概要
鉄道資材事業
JR東日本やJR東日本グループ会社、鉄道関係会社向けに鉄道資材の調達や販売を行っている。JR東日本からは資材調達の委託を受けている。
リース・レンタル事業
複合機器や軌陸車などの特殊車両のリース、給茶機やオフィス用品のレンタルを行ってる。
セールス・マーケティング事業
小売店舗や飲食店舗に向け酒類、原材料、加工食品の販売を行っている。海外事業では、海外の鉄道グッズやワイン、傘の輸入などを行っている。
保険代理店事業
JR東日本グループの従業員向けには、医療保険や自動車保険を提供している。グループ企業向けには、火災保険、賠償責任保険など個人から法人まで取り扱っている。
通販事業
インターネット通販やカタログ通販を展開している。特にインターネット通販事業では、JR東日本が運営するJRE MALLに「鉄道あんてな」、「お取り寄せきっぷ」、「大人の良彩百貨店」など、コンセプトごとに特徴ある７店舗を展開している他、楽天市場やYahoo!ショッピングに「いいものステーション」を出店しており鉄道グッズや地域の名産品などを取りそろえている。

## 事業拠点
本社
- 東京本社 - 東京都渋谷区代々木2-2-2

支店
- 高崎支店 - 群馬県高崎市栄町6-26
- 水戸支店 - 茨城県水戸市三の丸1-4-47
- 千葉支店 - 千葉県千葉市中央区新千葉1-7-3
- 仙台支店 - 宮城県仙台市青葉区中央2-11-1
- 盛岡支店 - 岩手県盛岡市盛岡駅前通1-41
- 秋田支店 - 秋田県秋田市中通4-5-6
- 新潟支店 - 新潟県新潟市中央区弁天3-1-3
- 長野支店 - 長野県長野市栗田源田窪1010-1

## 沿革
- 1988年9月 - 会社設立[3]。
- 1991年9月 - ジェイアール東日本ライフサービスに70%出資。
- 2002年2月 - ジェイアール東日本ライフサービスに100%出資。
- 2002年10月 - 損害保険代理店業務をジェイアール東日本ライフサービスより移管される。
- 2008年3月 - 鉄道資材等受注センター業務をジェイアール東日本ライフサービスより返還される。
- 2019年10月 - 会社名を従来の株式会社ジェイアール東日本商事からアルファベット表記の株式会社JR東日本商事に商号変更[4]。

## 主な出資会社
- JR東日本ライフサービス (100%)
- JR東日本ネットステーション (0.3%) (2001年6月現在)